# Max van Praag (filmdistributeur)
Max van Praag (Jamaica, 28 december 1943 – Amsterdam, 28 maart 2024) was een Nederlands filmdistributeur.
Van Praag werd op Jamaica geboren, zijn Joodse ouders waren Europa ontvlucht voor de Tweede Wereldoorlog. Max van Praag kwam terug. Een sollicitatie bij Koninklijk Theater Tuschinski, waar Simon van Collem werkzaam was, leverde geen baan op. Daarop begon hij in 1969 bij Universal Pictures.
In 1975 werd hij programmeur en directie-assistent bij het datzelfde Tuschinski-theater. Hij werkte ook nog voor de City-groep en Centrafilm. Vanaf 1985 tot 2009 was hij directeur van United International Pictures (UIP/UPI). In die hoedanigheid was hij verantwoordelijk voor bijvoorbeeld de James Bond-films. Na dat pensioen bemoeide hij zich met filmhuis Het Ketelhuis. Al eerder hield hij zich op andere vlakken actief bezig, zoals de Filmkeuring, filmjurering (Grolsch Filmprijs met Matthijs van Heijningen, Renée Soutendijk en Peter van Bueren) en balans in het bioscoopaanbod. Zo vond hij dat Pathé Nederland te dominant werd. Een van zijn grootste Nederlandse successen was de Flodderfilmserie. Gedurende zijn filmleven was hij ook bij allerlei instanties actief. Zo maakten de "Nederlandse Vereniging van Filmverhuurders" (NVF), de "Nederlandse Federatie voor de Cinematografie" (NFC), de Motion Picture Association of America (MPAA) en organisaties als Eye Filmmuseum, Nederlands Filmfonds en Stichting Bio Kinderrevalidatie gebruik van zijn diensten.
Hij deed in de jaren zeventig mee aan de filmquiz Voor een briefkaart op de eerste rang. 
Max van Praag was in 1989 aanwezig bij de filmpremière van License to Kill in Theater Tuschinski waarbij filmcriticus Simon van Collem door een hartinfarct werd getroffen. UIP plaatste een bericht van overlijden. De naar aanleiding daarvan geschreven neerbuigende column van Theo van Gogh in Het Parool  viel in slechte aarde bij zowel UIP als Cannon, die dreigden met een advertentiestop. Het Parool bleef achter Van Gogh staan, maar die stapte “vrijwillig” op om de krant geen schade te berokkenen. Reacties op die column leidde weer tot een ruzie binnen de "Kring van Nederlandse Filmcritici".
Van Praag was in de films op zoek naar een goed verhaal, naar een goed filmscenario en de bij hem opgewekte emoties. Uiteraard was hij zelf ook filmliefhebber. Novecento, The Godfather-trilogie, Lawrence of Arabia, Ladri di biciclette, Apocalypse Now en Schindler's List stonden op zijn favorietenlijst. Hij stond in de filmwereld bekend als een eigengereid type, hetgeen hij zelf ook bevestigde in de De Filmkrant.
Van Praag stierf na een kort ziektebed, werd tevergeefs behandeld tegen huidkanker. Hij werd tachtig jaar  Hij was sinds 1985 getrouwd met Milly Lopez.